# José Carlos Barros
José Carlos Barros é um cenógrafo, aderecista e marionetista português.
Foi membro fundador do grupo de teatro de fantoches Perna de Pau, que esteve activo no início da década de 1970, incluindo várias presenças na televisão. Em 1985, com Ildeberto Gama, Norberto Ávila e outros, fundou as Marionetas de Lisboa. Em 1991 deixa a direcção artística desta companhia para criar um novo projecto: Criadores de Imagens. Foi chefe do sector de adereços do Teatro Nacional D. Maria II desde a sua reabertura em 1978 até 1989. Mais tarde foi director do Teatro da Trindade. Foi professor na Escola Superior de Teatro e Cinema, antigamente integrada no Conservatório Nacional, até à aposentação.